# Amt Roxel
Das Amt Roxel war ein Amt im Landkreis Münster in Nordrhein-Westfalen. Im Rahmen der nordrhein-westfälischen Gebietsreform wurde das Amt zum 1. Januar 1975 aufgelöst.

## Geschichte
Im Rahmen der Einführung der Landgemeindeordnung für die Provinz Westfalen wurde 1844 im Landkreis Münster die Bürgermeisterei Roxel in das Amt Roxel überführt. Dem Amt gehörten die vier Gemeinden Albachten, Bösensell, Nienberge und Roxel an.
Als fünfte Gemeinde kam 1929 Havixbeck zum Amt hinzu, das bis dahin ein eigenes Amt gebildet hatte.
Am 1. April 1955 schied Havixbeck wieder aus dem Amt aus und wurde eine amtsfreie Gemeinde im Landkreis Münster.
Das Amt Roxel wurde zum 1. Januar 1975 durch das Münster/Hamm-Gesetz aufgelöst.  Bösensell wurden in die Gemeinde Senden im neuen Kreis Coesfeld eingegliedert. Albachten, Nienberge und Roxel wurden Teil der kreisfreien Stadt Münster, die auch Rechtsnachfolgerin des Amtes ist. 

## Einwohnerentwicklung
| Jahr | Einwohner | Quelle |
| ---- | --------- | ------ |
| 1858 | 4.158     | [ 4 ]  |
| 1871 | 4.070     | [ 5 ]  |
| 1885 | 4.246     | [ 6 ]  |
| 1910 | 4.800     | [ 7 ]  |
|      |           |        |
| 1939 | 9.615     | [ 8 ]  |
| 1950 | 17.767    | [ 9 ]  |
|      |           |        |
| 1974 | 14.514    | [ 9 ]  |

Von 1929 bis 1955 gehörte auch Havixbeck zum Amt.